# 日本ダニ学会
日本ダニ学会（にほんダニがっかい、The Acarological Society of Japan）は、ダニに関する研究（分類・発生・生態・生理・防除）を目的とした学会である。日本昆虫科学連合加盟団体の一つ。

## 活動
主な活動は、会誌の発行、大会・シンポジウム・講演会の開催などである。
- 東日本大震災の際は、環境衛生上問題になったダニの防除について、情報提供を行うなどの支援を実施した[2]。

## 歴史
かつて日本にはダニ専門の学会はなく、ダニの研究者は動物学会、昆虫学会、農学会、獣医学会などに分かれていた。1973年にダニ学者の組織結成の機運が高まり、6月22日に東京大学医科学研究所所長であった佐々学が会議室に約20人のダニ研究者を集め、ダニ類研究会が発足した。会は年一回の研究談話会開催と会報発行という形で活動を続け、会員数は180名に拡大、1992年1月に日本ダニ学会として再発足した。この年の11月には発足記念式典を兼ね、第一回の日本ダニ学会大会が三重県で開催された。研究会時代は大会は合宿形式で行われていたが、学会化以降は合宿は取りやめられている。

## 出版物
会誌『日本ダニ学会誌』を毎年2号（5月と11月）発行している。ダニ類研究会時代は『ダニ類研究会会報』を年1回発行していた。